# Carcheto-Brustico
Carcheto-Brustico (en idioma corso Carchetu è Brusticu) es una comuna y población de Francia, en la región de Córcega, departamento de Alta Córcega.
Su población en el censo de 2008 era de 24 habitantes.

## Demografía
| 32 | 47 | 44 | 39 | 19 | 18 |
| Para los censos de 1962 a 1999 la población legal corresponde a la población sin duplicidades (Fuente: INSEE [Consultar]) |    |    |    |    |    |